# Хендри, Джон (футболист, 1970)
Джон Майкл Хендри (англ. John Michael Hendry; 6 января 1970, Глазго) — шотландский футболист, нападающий.
Начал карьеру в шотландском «Данди». В 1990 году перешёл в лондонский «Тоттенхэм». Известен по голам в двух матчах высшего дивизиона английского чемпионата: 20 мая 1991 года, через два дня после победного для «Тоттенхэма» финального матча Кубка Англии, забил мяч на «Олд Траффорде» в ворота «Манчестер Юнайтед» (1:1) в игре Первого дивизиона, 11 мая 1993 года забил два мяча в ворота «Арсенала» на «Хайбери» (3:1) в матче Премьер-лиги за 4 дня до финала Кубка Англии, в котором «Арсенал» играл против «Шеффилд Уэнсдей».